# Romanzoffia californica
Romanzoffia californica är en strävbladig växtart som beskrevs av Edward Lee Greene. Romanzoffia californica ingår i släktet Romanzoffia och familjen strävbladiga växter. Inga underarter finns listade i Catalogue of Life.

## Bildgalleri

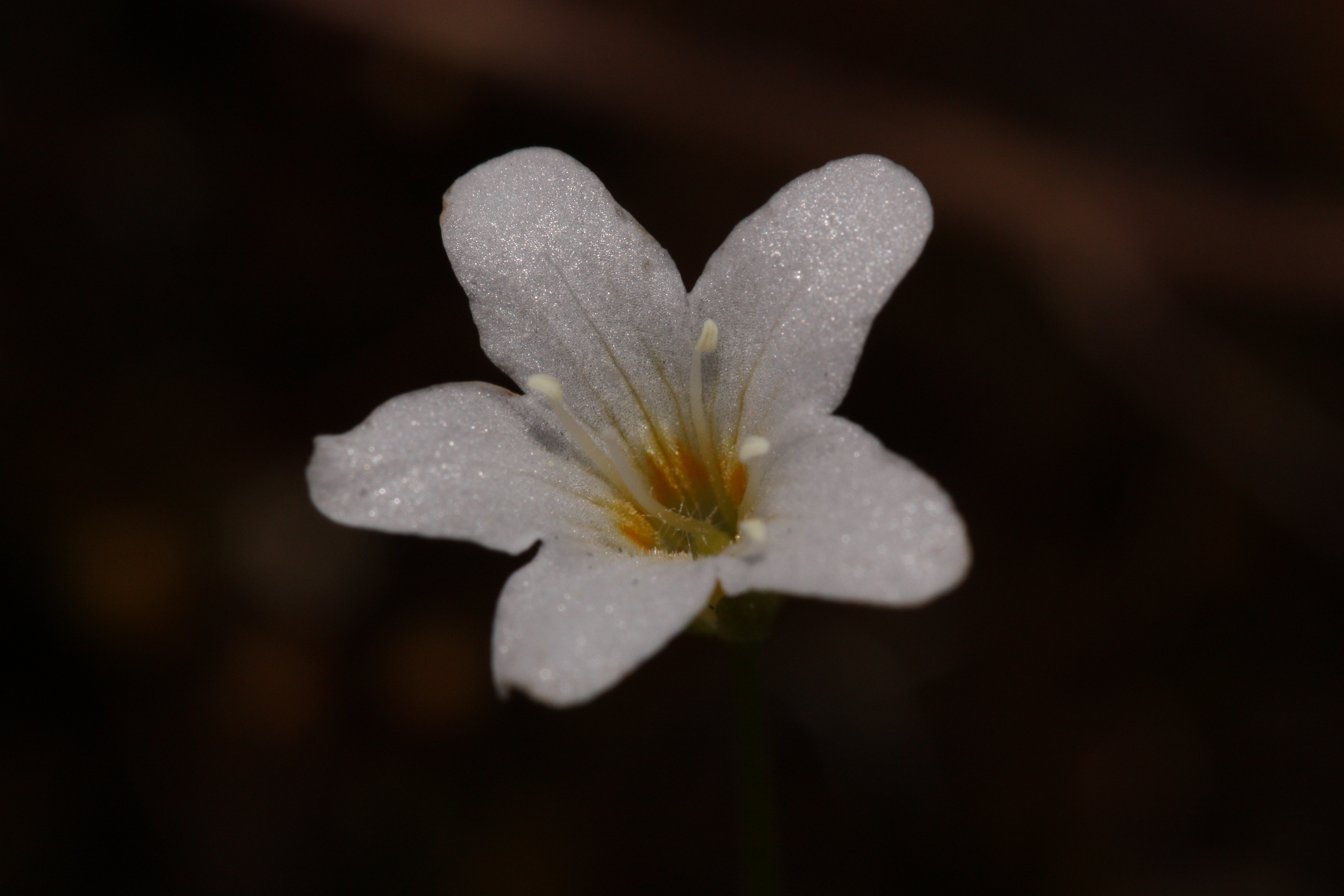
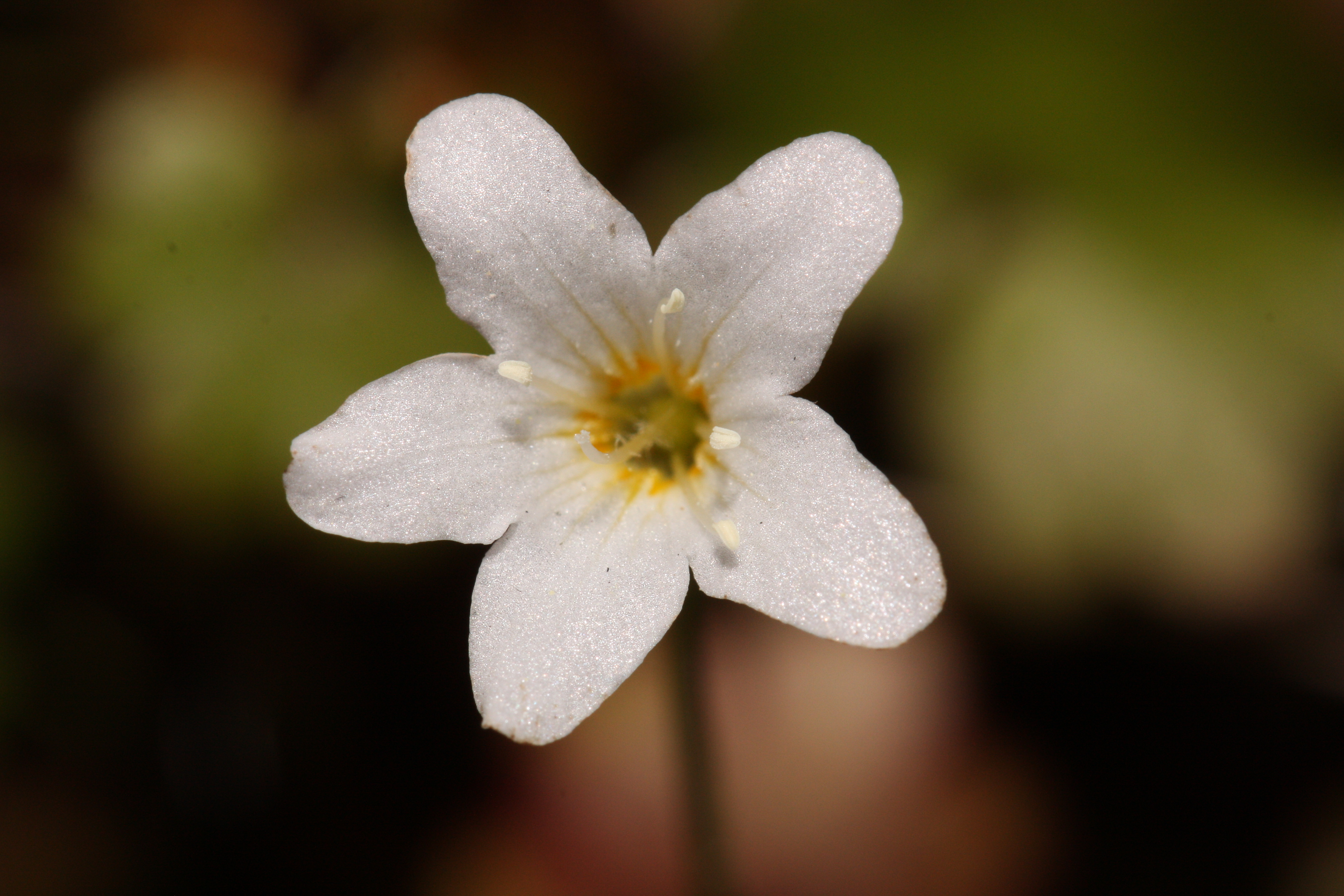
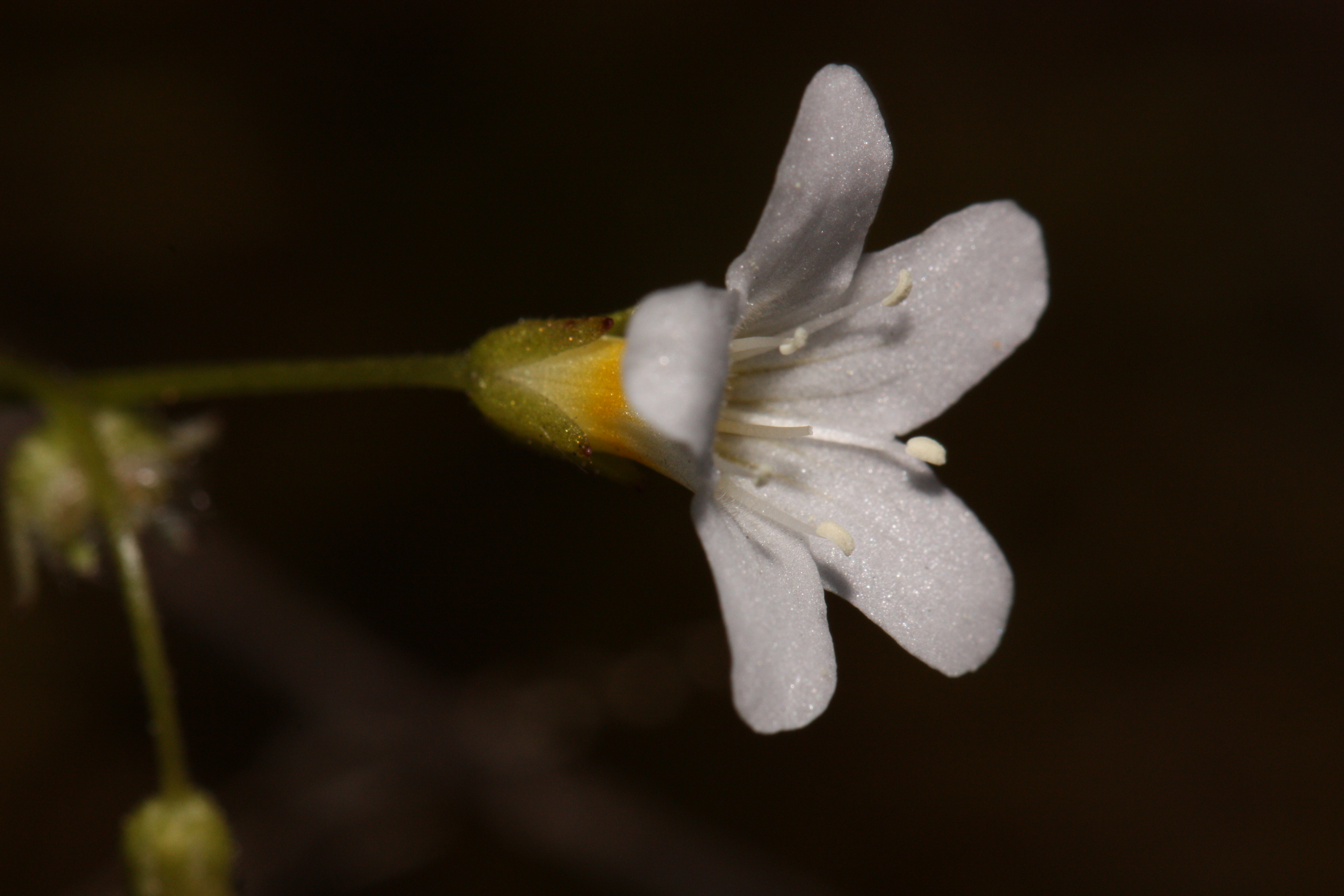